# Bifascioides
Bifascioides es un género de mariposas de la familia de Cosmopterigidae.

## Especies
- B. leucomelanella (Rebel, 1916)
- B. pirastica (Meyrick, 1937)
- B. sindonia (Meyrick, 1911)